# Zweedse parlementsverkiezingen 2006
Op 17 september 2006 werd in Zweden een nieuw parlement verkozen. Op dezelfde dag worden ook regionale en lokale verkiezingen gehouden. De resultaten brengen een aardbeving teweeg in het Zweedse politieke landschap. De SAP (vaker afgekort als S), die op zes jaar na de hele periode tussen 1932 en 2006 aan de macht was, haalt haar slechtste resultaat sinds 1920.

## Allianties, partijen en hun standpunten
De twintigste-eeuwse Zweedse politiek wordt gedomineerd door twee blokken: een links-socialistische blok waar de SAP en de Vänsterpartiet deel van uitmaken, en daartegenover een centrumrechts blok van de agrarische Centerpartiet (C), de liberale Folkpartiet (FP) en de conservatieve Moderaterna (M). In respectievelijk 1988 en 1991 doen groenen en christendemocraten hun intrede in het parlement.
De verkiezingen van 2002 brengen een sociaaldemocratische minderheidsregering aan de macht. De S heeft steun nodig van de Vänsterpartiet en de Miljöpartiet om aan de macht de blijven. De groenen zijn voor de S een aanvaardbare coalitiepartner, al verklaren ze dat ze bij verdere sociaaldemocratische verliezen in 2006 geen steun meer zullen verlenen aan de S. De meer ideologische opstelling van de Vänsterpartiet is een bijkomend struikelblok om te komen tot een echte linkse roodgroene alliantie.
In 2003 leidt eerste minister Göran Persson een nederlaag bij een referendum over toetreding tot de euro. Schandalen, de omgang van de regering met de tsunami in Zuidoost-Azië en opschudding over de hand van de regering in benoemingen lijken geen rechtstreekse weerslag op de opiniepeilingen te hebben. Dit alles kan echter wel bijgedragen hebben tot het gevoel dat de regerende sociaaldemocraten iets de comfortabel vastgeklampt zijn aan de macht.

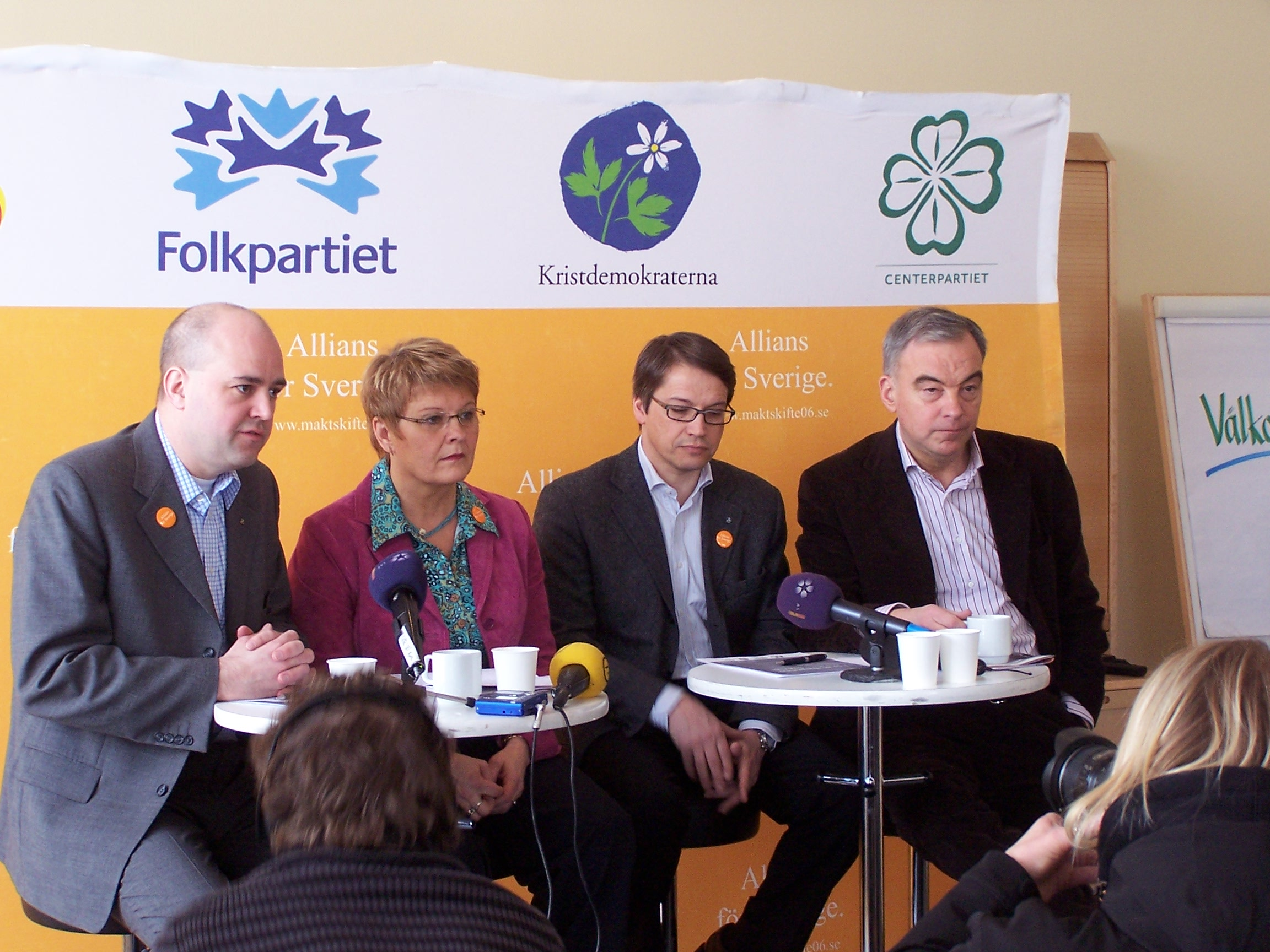
Voorstelling van de alliantie in 2006 met van links naar rechts Fredrik Reinfeldt, Maud Olofsson, Göran Hägglund en Lars Leijonborg.

De Moderata samlingspartiet kent in 2002 een bar slecht verkiezingsresultaat. De nieuwe partijleider Fredrik Reinfeldt wil zijn partij omvormen. Enerzijds houdt hij daarbij vast aan de traditionele conservatieve roep op belastingsvermindering, maar anderzijds komt het tot een verzachting van het conservatieve en neoliberale karakter van zijn partij die hij nu gaat omschrijven als ‘nya moderaterna’. Daarnaast komt het op initiatief van Maud Olofsson (de leider van C) tot een Allians för Sverige (kortweg Alliansen) waar naast de Centrumpartij en de conservatieven ook liberalen en christendemocraten deel van uitmaken. Voor de zomer van 2006 kan de Alliantie in opiniepeilingen niet boven het linkse blok uitstijgen. Omstreeks midden augustus keert die situatie om en is centrumrechts aan de leiding.
De alliantiepartijen bereiken op steeds meer punten overeenstemming. De Centrumpartij moet inbinden het gebied van energie, de liberalen wat betreft de uitkering voor thuisblijvende ouders met jonge kinderen. De Kristdemokraterna (KD) slepen enkele van hun eisen in de wacht, vooral met betrekking tot het gezinsbeleid. De liberalen zullen focussen op een van hun kernthema’s: onderwijs.
De conservatieven nemen geen eigen verkiezingsprogramma aan, maar stellen zich volledig achter het programma van de Alliansen. Samen met de Centrumpartij focussen ze in het bijzonder op de arbeidsmarkt. De sociaaldemocraten slagen er, ondanks de goede economische situatie van het land, niet in de werkloosheid omlaag te krijgen. Volgens de oppositie ligt de reële werkloosheid overigens veel hoger dan de officiële 4,8% (mei 2006). Centrumrechts wil de werkloosheid verhelpen door belastingverlaging en het inkrimpen van de vergoeding voor ziekteverzuim. De Centerpartiet stelt een speciaal ‘jongerencontract’ voor. Door tewerkstelling van jongeren onder 26 jaar minder risicovol te maken voor de werkgever moeten meer jongeren aan het werk komen. Een poll door werkgeversorganisatie Svenskt Näringsliv geeft aan dat heel wat bedrijven met deze voorgestelde regeling meer geneigd zullen zijn om jongere werknemers aan te werven. Terwijl de conservatieven zich profileren als ‘nieuwe arbeiderspartij’, is er in het programma van de sociaaldemocraten erg weinig te vinden over jobcreatie. De linkse Vänsterpartiet roert zich wel en is van plan om 200 000 jobs te creëren in de publieke sector.
Op 4 september 2006, slechts twee weken voor de verkiezingen, breekt een schandaal los. De sociaaldemocraten zijn het slachtoffer geworden van herhaalde invallen in het interne netwerk. Sporen leiden naar het hoofdbureau van de liberale FP. Het blijkt dat een leidende figuur binnen de liberale jeugdbeweging achter de spionage zit. Een dag later al geeft partijsecretaris Johan Jakobsson, die al sinds maart op de hoogte is van het voorval, zijn ontslag. De liberalen moeten inleveren in de polls, maar hun stemmenpercentage stuikt niet ineen.

## Resultaten en stemgedrag
Al drie uur na het sluiten van de stemlokalen kan Fredrik Reinfeldt zichzelf en zijn partij uitropen tot winnaar van de verkiezingen. Uittredend eerste minister Göran Persson treedt af als leider van zijn partij. De Allians-partijen vormen een regering met Reinfeldt aan het hoofd ervan.
De conservatieven winnen stemmen van alle andere partijen. De Moderaterna zijn populair bij first-time-voters en mensen tussen 22 en 30 jaar. De partij haalt ook steeds meer steun onder het vrouwelijke kiespubliek. Een andere grote winnaar van de verkiezingen is de Centerpartiet. De KD verliest wat ten opzichte van 2002, maar doet beter dan verwacht. De liberalen komen er na het hackingschandaal beter van af dan eerst gedacht.
Nog in het kamp van de verliezers vinden we de sociaaldemocraten. De SAP haalt het slechtste resultaat sinds de jaren 1920 en verliest – opvallend – terrein onder 65-plussers, werklozen en immigranten. Vroegere SAP-kiezers verspreiden zich over alle partijen, met uitzondering van de Linkse Partij. Die laatste partij boet ook wat aan belang in. De Miljöpartiet haalt haar beste resultaat ooit.
Kleine, niet-parlementaire partijen, halen 5,7% van de stemmen binnen. Vooral de Sverigedemokraterna (SD) wint: de partij gaat van 1,4% naar 2,9%. Daarmee raakt de populistische, als extreemrechts bestempelde partij, vertegenwoordigd in ongeveer de helft van de lokale raden in het land. Twee nieuwe partijen, het Feministiskt initiativ (Fi of F!) en de Piratpartiet halen respectievelijk 0,7% en 0,6%.
| Partij                                    | Stemmen   | %      | ± %      | Zetels | ± Zetels |
| ----------------------------------------- | --------- | ------ | -------- | ------ | -------- |
| Socialdemokraterna (S)                    | 1.942.625 | 34,99% | ▼ 4,86%  | 130    | ▼ 14     |
| Moderaterna (M)                           | 1.456.014 | 26,23% | ▲ 10,97% | 97     | ▲ 42     |
| Centerpartiet (C)                         | 437.389   | 7,88%  | ▲ 1,69%  | 29     | ▲ 7      |
| Folkpartiet (FP)                          | 418.395   | 7,54%  | ▼ 5,85%  | 28     | ▼ 20     |
| Kristdemokraterna (KD)                    | 365.998   | 6,59%  | ▼ 2,56%  | 24     | ▼ 9      |
| Vänsterpartiet (V)                        | 324.722   | 5,85%  | ▼ 2,54%  | 22     | ▼ 8      |
| Miljöpartiet (MP)                         | 291.121   | 5,24%  | ▲ 0,59%  | 19     | ▲ 2      |
| Sverigedemokraterna (SD)                  | 162.463   | 2,93%  | ▲ 1,49%  | 0      | —        |
| Feministiskt initiativ (Fi of F!)         | 37.954    | 0,68%  | —        | 0      | —        |
| Piratpartiet                              | 34.918    | 0,63%  | —        | 0      | —        |
| Sveriges pensionärers intresseparti (SPI) | 28.806    | 0,52%  | ▼ 0,19%  | 0      | —        |
| Junilistan (JL)                           | 26.072    | 0,47%  | —        | 0      | —        |
| Sjukvårdspartiet (SVP)                    | 11.519    | 0,21%  | —        | 0      | —        |
| Nationaldemokraterna (ND)                 | 3.064     | 0,06%  | ▼ 0,11%  | 0      | —        |
| Enhet                                     | 2.648     | 0,05%  | ▲ 0,04%  | 0      | —        |
| Nationalsocialistisk Front (NSF)          | 1.417     | 0,03%  | —        | 0      | —        |
| Ny Framtid (NYF)                          | 1.097     | 0,02%  | ▼ 0,16%  | 0      | —        |
| Rättviseparteit Socialisterna (RS)        | 1097      | 0,02%  | ▼ 0,01%  | 0      | —        |
| Folkets vilja                             | 881       | 0,02%  | —        | 0      | —        |
| Overige (<500 stemmen)                    | 4.766     | 0,08%  | —        | 0      | —        |
|                                           |           |        |          |        |          |
| Blanco                                    | 96.922    | 1.72   | —        | —      | —        |
| Ongeldig                                  | 2216      | 0,04   | —        | —      | —        |
|                                           |           |        |          |        |          |
| Opkomst                                   | 5.650.416 | 81.99% | ▲ 4,25%  | —      | —        |
| Resultaten per alliantie                  |           |        |          |        |          |
| Allians för Sverige - Alliansen           | 2.677.796 | 48.24% | ▲ 4,25%  | 178    | ▲ 20     |
| Rödgröna                                  | 2.558.468 | 46.08% | ▼ 6.81%  | 171    | ▼ 20     |
| Totaal                                    | 5.650.416 | 100%   | —        | 349    | —        |

1911 · 1914 · 1917 · 1920 · 1921 · 1924 · 1928 · 1932 · 1936 · 1940 · 1944 · 1948 · 1952 · 1956 · 1958 · 1960 · 1964 · 1968 · 1970 · 1973 · 1976 · 1979 · 1982 · 1985 · 1988 · 1991 · 1994 · 1998 · 2002 · 2006 · 2010 · 2014 · 2018 · 2022